# 洛因
洛因是德国黑森州的一个市镇。总面积28.66平方公里，总人口5770人，其中男性2841人，女性2929人（2011年12月31日），人口密度201人/平方公里。